# Can-Am sezona 1966
Can-Am sezona 1966 je bila prva sezona serije Can-Am, ki je potekala med 11. septembrom in 13. novembrom 1966. 

## Spored dirk
| Št | Dirka                                         | Dirkališče                      | Datum         |
| -- | --------------------------------------------- | ------------------------------- | ------------- |
| 1  | Player's 200                                  | Circuit Mont-Tremblant          | 11. september |
| 2  | Bridgehampton Grand Prix                      | Bridgehampton Racing Circuit    | 18. september |
| 3  | Canadian Grand Prix for the Pepsi-Cola Trophy | Mosport Park                    | 24. september |
| 4  | Monterey Grand Prix                           | Laguna Seca Raceway             | 16. oktober   |
| 5  | Los Angeles Times Grand Prix                  | Riverside International Raceway | 30. oktober   |
| 6  | Stardust Grand Prix                           | Caesars Palace                  | 13. november  |

## Rezultati
| Št | Dirkališče     | Zmag. moštvo                | Poročilo |
| Št | Dirkališče     | Zmag. dirkač                | Poročilo |
| -- | -------------- | --------------------------- | -------- |
| 1  | Mont-Tremblant | #3 Team Surtees             | Poročilo |
| 1  | Mont-Tremblant | John Surtees                | Poročilo |
| 2  | Bridgehampton  | #30 All American Racers     | Poročilo |
| 2  | Bridgehampton  | Dan Gurney                  | Poročilo |
| 3  | Mosport        | #6 Roger Penske Racing Ent. | Poročilo |
| 3  | Mosport        | Mark Donohue                | Poročilo |
| 4  | Laguna Seca    | #65 Chaparral Cars          | Poročilo |
| 4  | Laguna Seca    | Phil Hill                   | Poročilo |
| 5  | Riverside      | #7 Team Surtees             | Poročilo |
| 5  | Riverside      | John Surtees                | Poročilo |
| 6  | Caesars Palace | #7 Team Surtees             | Poročilo |
| 6  | Caesars Palace | John Surtees                | Poročilo |

## Dirkaško prvenstvo
Prva šesterica dirkačev dobi prvenstvene točke po sistemu: 9-6-4-3-2-1.
| Poz | Dirkač                | Moštvo                        | Dirkalnik                | Motor                | 1. | 2. | 3. | 4. | 5. | 6. | Skupaj |
| --- | --------------------- | ----------------------------- | ------------------------ | -------------------- | -- | -- | -- | -- | -- | -- | ------ |
| 1   | John Surtees          | Team Surtees                  | Lola T70 Mk.2            | Chevrolet            | 9  |    |    |    | 9  | 9  | 27     |
| 2   | Mark Donohue          | Roger Penske Racing           | Lola T70 Mk.2            | Chevrolet            |    | 2  | 9  | 3  | 3  | 4  | 21     |
| 3   | Bruce McLaren         | Bruce McLaren Motor Racing    | McLaren M1B              | Chevrolet            | 6  | 4  |    | 4  |    | 6  | 20     |
| 4   | Phil Hill             | Chaparral Cars                | Chaparral 2E             | Chevrolet            |    | 3  | 6  | 9  |    |    | 18     |
| 5   | Jim Hall              | Chaparral Cars                | Chaparral 2E             | Chevrolet            |    |    |    | 6  | 6  |    | 12     |
| 6   | Chris Amon            | Bruce McLaren Motor Racing    | McLaren M1B              | Chevrolet            | 4  | 6  |    |    |    |    | 10     |
| 7   | Dan Gurney            | All American Racers           | Lola T70 Mk.2            | Ford                 |    | 9  |    |    |    |    | 9      |
| 8   | Chuck Parsons         | Hilton Racing Team            | McLaren M1B              | Chevrolet            | 1  | 1  | 4  |    |    |    | 6      |
| 9   | Graham Hill           | Team Surtees                  | Lola T70 Mk.2            | Chevrolet            |    |    |    |    | 4  |    | 4      |
| 10= | Peter Revson          | Drummond Racing               | McLaren M1B              | Ford                 |    |    |    |    | 1  | 3  | 4      |
| 10= | John Cannon           | Ecurie Carabine               | McLaren M1B              | Chevrolet            | 3  |    |    | 1  |    |    | 4      |
| 12  | George Follmer        | John Mecom Racing             | Lola T70 Mk.2            | Ford Chevrolet       | 2  |    |    |    | 2  |    | 4      |
| 13  | Earl Jones            | Eve & Jones Racing            | McLaren Elva McLaren M1B | Chevrolet            |    |    | 3  |    |    |    | 3      |
| 14= | Paul Hawkins          | Jackie Epstein                | Lola T70 Mk.2            | Chevrolet            |    |    | 2  |    |    |    | 2      |
| 14= | Masten Gregory        | Pacesetter Racing             | McLaren M1B              | Chevrolet            |    |    |    | 2  |    |    | 2      |
| 14= | Lothar Motschenbacher | Dan Blocker/Nickey-Vinegaroon | McLaren M1B              | Oldsmobile Chevrolet |    |    |    |    |    | 2  |        |
| 17= | Eppie Wietzes         | Comstock Racing Team          | Ford GT40                | Ford                 |    |    | 1  |    |    |    | 1      |
| 17= | Jerry Titus           | Webster                       | Webster Special          | Oldsmobile           |    |    |    |    |    | 1  | 1      |